# Storm Sanders
Storm Sanders (Rockhampton, 11 de agosto de 1994) es una jugadora de tenis australiana.
Sanders ha ganado un título sencillo y seis títulos de dobles en la gira de la ITF en su carrera. El 21 de junio de 2021, alcanzó su mejor ranking de sencillos, el número 147. El 6 de noviembre de 2023, alcanzó el puesto número 1 en el ranking de dobles.
Sanders debutó en la gira junior de la ITF en diciembre de 2007 y en la gira senior en noviembre de 2008. Ella ganó su primer torneo profesional en febrero de 2013.
Storm se casó con Loughlin Hunter en noviembre de 2022 y tomó su apellido.

## Títulos de Grand Slam

### Dobles

#### Finalista (1)
| Año  | Torneo    | Pareja        | Oponentes en la final         | Resultado |
| 2023 | Wimbledon | Elise Mertens | Su-Wei Hsieh Barbora Strýcová | 5-7, 4-6  |

### Dobles mixto

#### Título (1)
| Año  | Torneo            | Pareja     | Oponentes en la final                   | Resultado        |
| 2022 | Abierto de EE.UU. | John Peers | Kirsten Flipkens Édouard Roger-Vasselin | 4-6, 6-4, [10-7] |

## Títulos WTA (8; 0+8)

### Dobles (8)
| Leyenda                                |
| -------------------------------------- |
| Grand Slam (0)                         |
| Juegos Olímpicos (0)                   |
| WTA Finals (0)                         |
| P. Mandatory & Premier 5, WTA 1000 (4) |
| Premier, WTA 500 (2)                   |
| International, WTA 250 (2)             |

| N.º | Fecha                    | Torneos        | Superficie    | Pareja             | Oponentes en la final             | Resultado              |
| --- | ------------------------ | -------------- | ------------- | ------------------ | --------------------------------- | ---------------------- |
| 1.  | 18 de junio de 2017      | Nottingham     | Hierba        | Monique Adamczak   | Jocelyn Rae Laura Robson          | 6-4, 4-6, [10-4]       |
| 2.  | 16 de febrero de 2020    | Hua Hin        | Dura          | Arina Rodionova    | Barbara Haas Ellen Perez          | 6-3, 6-3               |
| 3.  | 9 de enero de 2022       | Adelaida       | Dura          | Ashleigh Barty     | Darija Jurak Andreja Klepač       | 6-1, 6-4               |
| 4.  | 19 de junio de 2022      | Berlín         | Hierba        | Kateřina Siniaková | Alizé Cornet Jil Teichmann        | 6-4, 6-3               |
| 5.  | 23 de octubre de 2022    | Guadalajara II | Dura          | Luisa Stefani      | Anna Danilina Beatriz Haddad Maia | 7-6(4), 6-7(2), [10-8] |
| 6.  | 20 de mayo de 2023       | Roma           | Tierra batida | Elise Mertens      | Cori Gauff Jessica Pegula         | 6-4, 6-4               |
| 7.  | 24 de septiembre de 2023 | Guadalajara    | Dura          | Elise Mertens      | Gabriela Dabrowski Erin Routliffe | 3-6, 6-2, [10-4]       |
| 8.  | 24 de febrero de 2024    | Dubái          | Dura          | Kateřina Siniaková | Nicole Melichar Ellen Perez       | 6-4, 6-2               |

#### Finalista (9)
| N.º | Fecha                    | Torneos               | Superficie    | Pareja             | Oponentes en la final             | Resultado           |
| --- | ------------------------ | --------------------- | ------------- | ------------------ | --------------------------------- | ------------------- |
| 1.  | 16 de septiembre de 2017 | Tokio (International) | Dura          | Monique Adamczak   | Shuko Aoyama Zhaoxuan Yang        | 0-6, 6-2, [5-10]    |
| 2.  | 23 de septiembre de 2017 | Guangzhou             | Dura          | Monique Adamczak   | Elise Mertens Demi Schuurs        | 2-6, 3-6            |
| 3.  | 13 de septiembre de 2020 | Estambul              | Tierra batida | Ellen Perez        | Alexa Guarachi Desirae Krawczyk   | 1-6, 3-6            |
| 4.  | 18 de abril de 2021      | Charleston II         | Tierra batida | Ellen Perez        | Hailey Baptiste Caty McNally      | 7-6(4), 4-6, [6-10] |
| 5.  | 13 de junio de 2021      | Nottingham            | Hierba        | Caroline Dolehide  | Lyudmyla Kichenok Makoto Ninomiya | 4-6, 7-6(3), [8-10] |
| 6.  | 7 de enero de 2023       | Adelaida I            | Dura          | Kateřina Siniaková | Asia Muhammad Taylor Townsend     | 2-6, 6-7(2)         |
| 7.  | 25 de junio de 2023      | Birmingham            | Hierba        | Alycia Parks       | Marta Kostyuk Barbora Krejčíková  | 2-6, 6-7(7)         |
| 8.  | 16 de julio de 2023      | Wimbledon             | Hierba        | Elise Mertens      | Su-Wei Hsieh Barbora Strýcová     | 5-7, 4-6            |
| 9.  | 16 de marzo de 2024      | Indian Wells          | Dura          | Kateřina Siniaková | Su-wei Hsieh Elise Mertens        | 3-6, 4-6            |